# Niemowicze (gmina)
Niemowicze – dawna gmina wiejska istniejąca do 1939 roku w woj. poleskim/wołyńskim (obecnie na Ukrainie). Siedzibą gminy były Niemowicze.
Początkowo gmina należała do powiatu rówieńskiego w guberni wołyńskiej. Na przełomie 1919/20 gmina weszła w skład administracyjnego okręgu wołyńskiego (ZCZW lub ZCZWiFP). 15 marca 1920 r. pod Zarządem Cywilnym Ziem Wołynia i Frontu Podolskiego gmina weszła w skład nowo utworzonego powiatu sarneńskiego.
1 czerwca 1920 została przekazana Rządowi RP, a 19 lutego 1921 weszła w skład woj. poleskiego. 1 lipca 1926 do gminy Niemowicze przyłączono część obszaru gminy Stepań (kolonie Ost i Folwark) w powiecie kostopolskim w woj. wołyńskim. 18 kwietnia 1928 roku do gminy przyłączono część zniesionej gminy Bereźnica. 16 grudnia 1930 roku gmina wraz z całym powiatem sarneńskim została przyłączona do woj. wołyńskiego. Gmina obejmowała obszar wiejski wokół miasta Sarny.
Według stanu z dnia 4 stycznia 1936 roku gmina składała się z 14 gromad. Po wojnie obszar gminy Niemowicze wszedł w struktury administracyjne Związku Radzieckiego.